# Radnadel

Doppelradnadel – Schematische Darstellung

Die Radnadel ist eine typische Nadelform der Hügelgräberbronzezeit und ein bekanntes Bekleidungszubehör, das bei Grabungen in Mitteleuropa und Frankreich bei Männern (einzeln) und Frauen (paarweise) gefunden wurde und zum Verschließen von Kleidungsstücken wie Mänteln und Umhängen benutzt wurde.

## Beschreibung
Besonders häufig ist die Radnadel in Hessen, wo der „Typ Speyer“ zu den ältesten gehört. Sie wird nach Wolf Kubach in verschiedene Typen (nach Speichenschemata etc.) unterteilt, die auch getrennt in bestimmtem Kontext vorkommen können (Grab bzw. Depot). Ein Speichenschema zu den Radnadeln entwickelte Friedrich Holste, der die Schemata A-H beschrieb.
Bei der einfachen bronzenen Radnadel ist an einem Ende einer Nadel zur besseren Handhabung und zur Zierde eine meist vierspeichige (seltener sechsspeichige), radförmige Verzierung angebracht. Der Radkreis ist dabei als einfacher oder mehrfacher Metallring ausgeführt. Auch die Speichen sind, jeweils passend zum Ring, in ein- oder in mehrfacher Ausführung vorhanden. Das viergeteilte Symbol kommt auch als Felsritzung vor (z. B. auf Bornholm).
Die Doppelradnadel besitzt außen um das innere Vierspeichenrad zusätzlich einen in acht Segmente unterteilten, zweiten Ring.

Rad- und Scheibennadel
Wappen von Lautenbach mit Radnadel
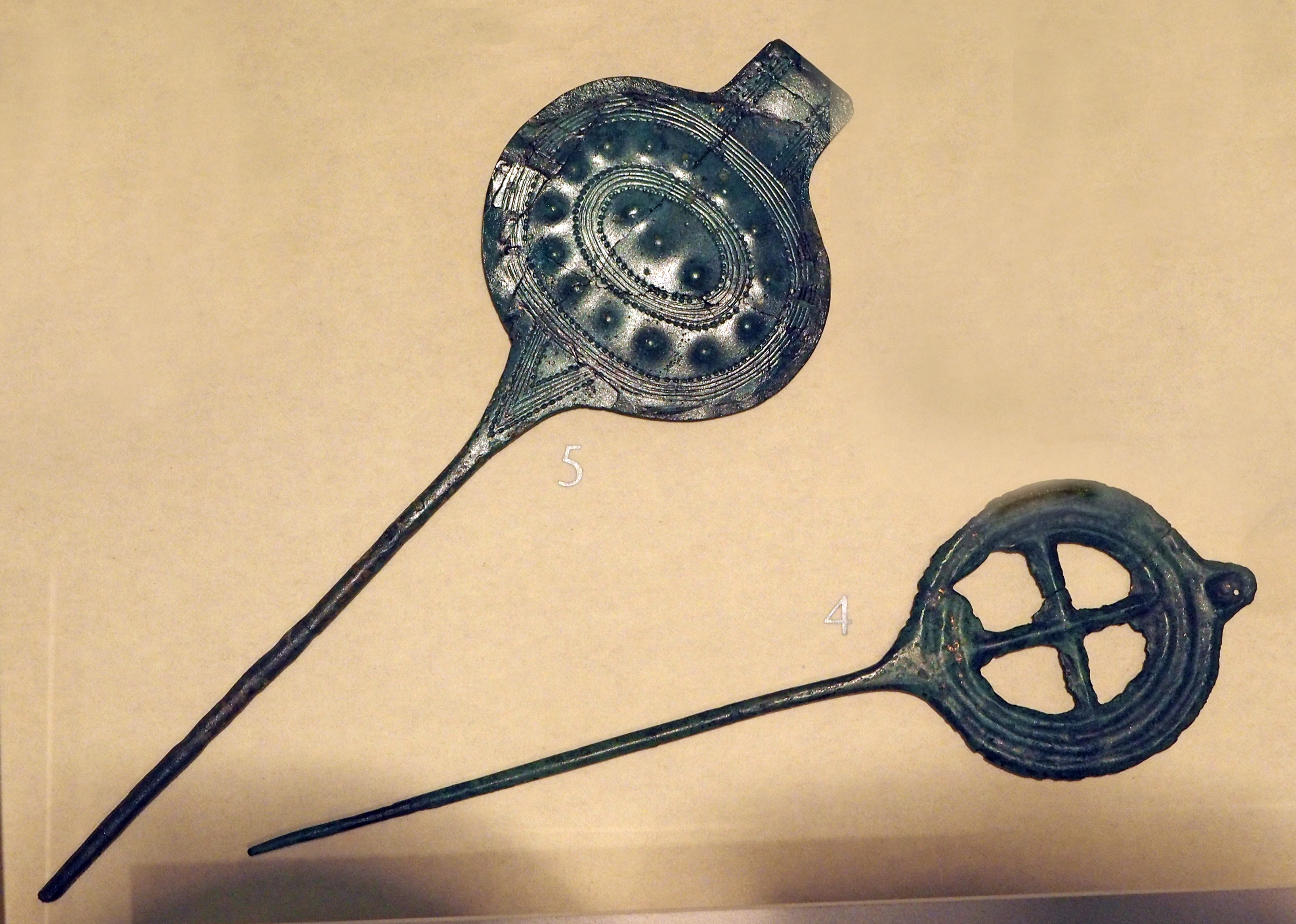
Scheiben- und Radnadel vom Hof Grauen
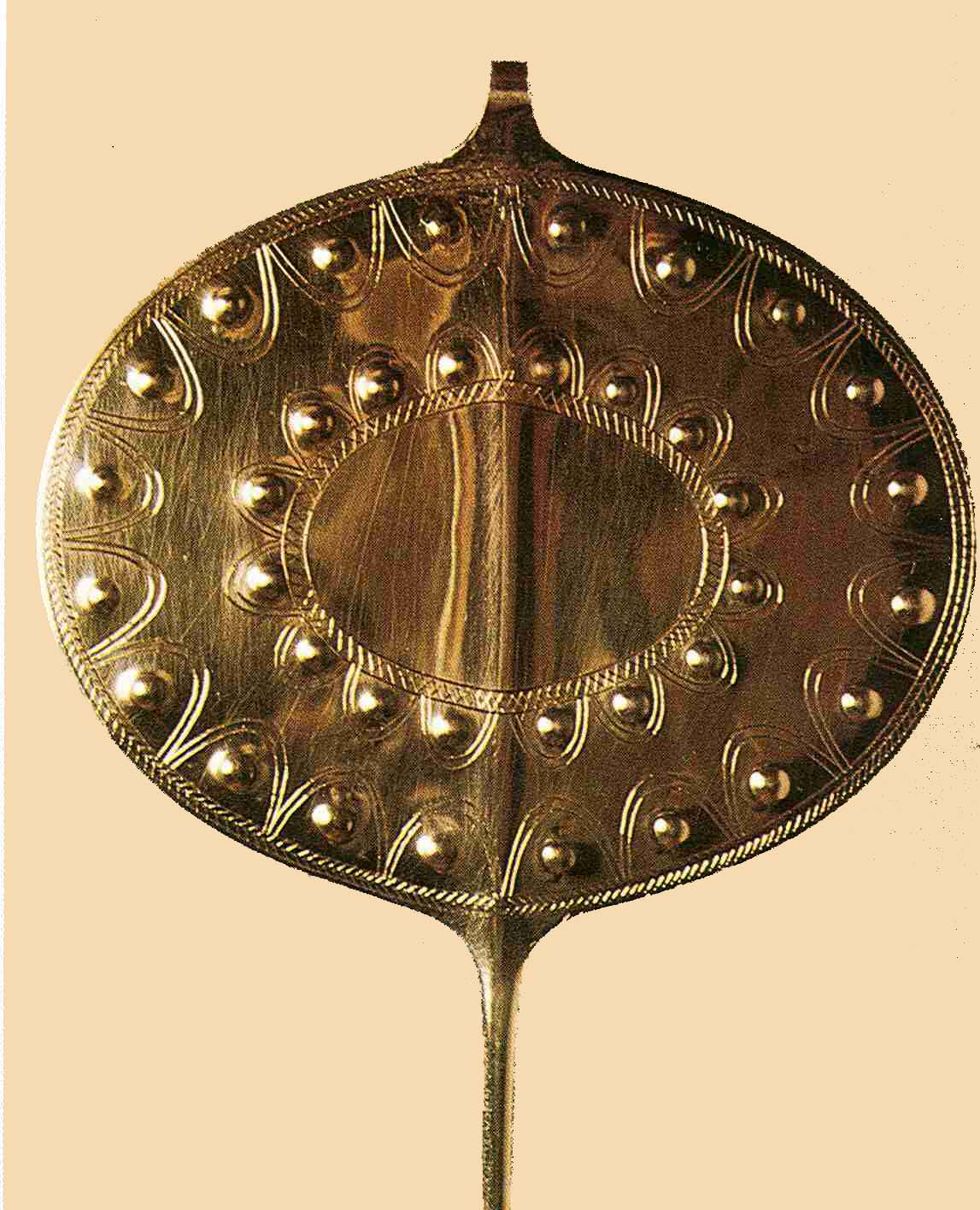
Scheibennadel von Parc la Mutta

Die „Räder“ der Nadel können am oberen Ende auch kleine, halbrunde, wie Aufhänger oder Ösen geformte Ergänzungen besitzen. Auch Ergänzungen in Tripleform (Typ Lüneburg) oder als „Stäbchenkrone“, kommen am oberen Außenrand vor. Auch Abweichungen der Speichenform wurden gefunden (Dingelsdorf).

## Scheibennadel
Zu den archäologischen Leitformen der frühen Bronzezeit gehören fast ausnahmslos Artefakte aus Bronze (Ruder- und Scheibennadeln, die Horkheimernadel, die zyprische Schleifennadel sowie die Ösen- und Schleifenkopfnadeln).
Die Scheibennadel vom Parc la Mutta, einer in der Mittleren Bronzezeit erschaffene Steinreihe bei Falera im Schweizer Kanton Graubünden, wurde 1943 in der drittuntersten Schicht gefunden und in die frühe Bronzezeit datiert. Sie ist 83 Zentimeter lang, der ovale Kopf misst 16,5 auf 12,5 Zentimeter. Sie besteht aus zwei Stücken, dem Kopf mit getriebenen Buckeln und eingravierten Linien und dem angeschmiedeten Dorn. Sie ist ähnlich einer Radnadel, aber mit 83 cm (statt wie üblich um 20 cm), übergroß. Es handelt sich um ein Unikat. Die Nadel wurde im Labor des Landesmuseum Zürich konserviert und ist im Rätischen Museum in Chur ausgestellt.